# 城北街道 (永济市)
城北街道，是中华人民共和国山西省运城市永济市下辖的一个乡镇级行政单位。

## 行政区划
城北街道下辖以下地区：
迎新社区、涑水社区、府西社区、赵伊村、七社村、晓朝村、赵杏村、郭平店村、下麻坡村、赵柏村、三张村、席村、下高市村、西信村、新庄村、任家庄村、西白村、东信村、下朝村、郭家庄村、东伍姓村和西伍姓村。